# 不列颠号
不列顛號（英語：HMHS Britannic），是一艘被冠以“皇家邮船”的远洋班轮，也是白星航運公司旗下的3艘奥林匹克级远洋班轮之一，屬於奧林匹克号和鐵達尼號的姐妹艦，亦是白星三姊妹中最龐大的和最後下水的一艘班轮。
不列顛號剛好在第一次世界大戰開始前下水。由於從鐵達尼號沉沒事故中吸取的教訓，它被設計成三艘船中最安全的一艘，在建造過程中進行了設計更改。在被徵用為醫療船之前，它在貝爾法斯特的建造商哈蘭德和沃爾夫服役了好幾個月。隨後1915年和1916年於在英國和達達尼爾海峽之間服役。1916年11月21日上午，它在希臘凱阿島附近四英哩處的凱阿水道触及德軍潛艇U-73号布設的水雷，並在隨後的55分鐘後沉沒，造成30人死亡，1035名倖存者從水上和救生艇中獲救，成為一戰中損失最大的船隻。
第一次世界大戰後，白星航運公司獲得至尊號（RMS Majestic）作為戰後賠款的一部分，補償不列顛号的損失。1975年，法國海軍軍官、探險家雅克-伊夫·庫斯托於達達尼爾海峽發現了殘骸，目前與鐵達尼號殘骸並列成為海床上最大的轮船殘骸。

## 誕生背景

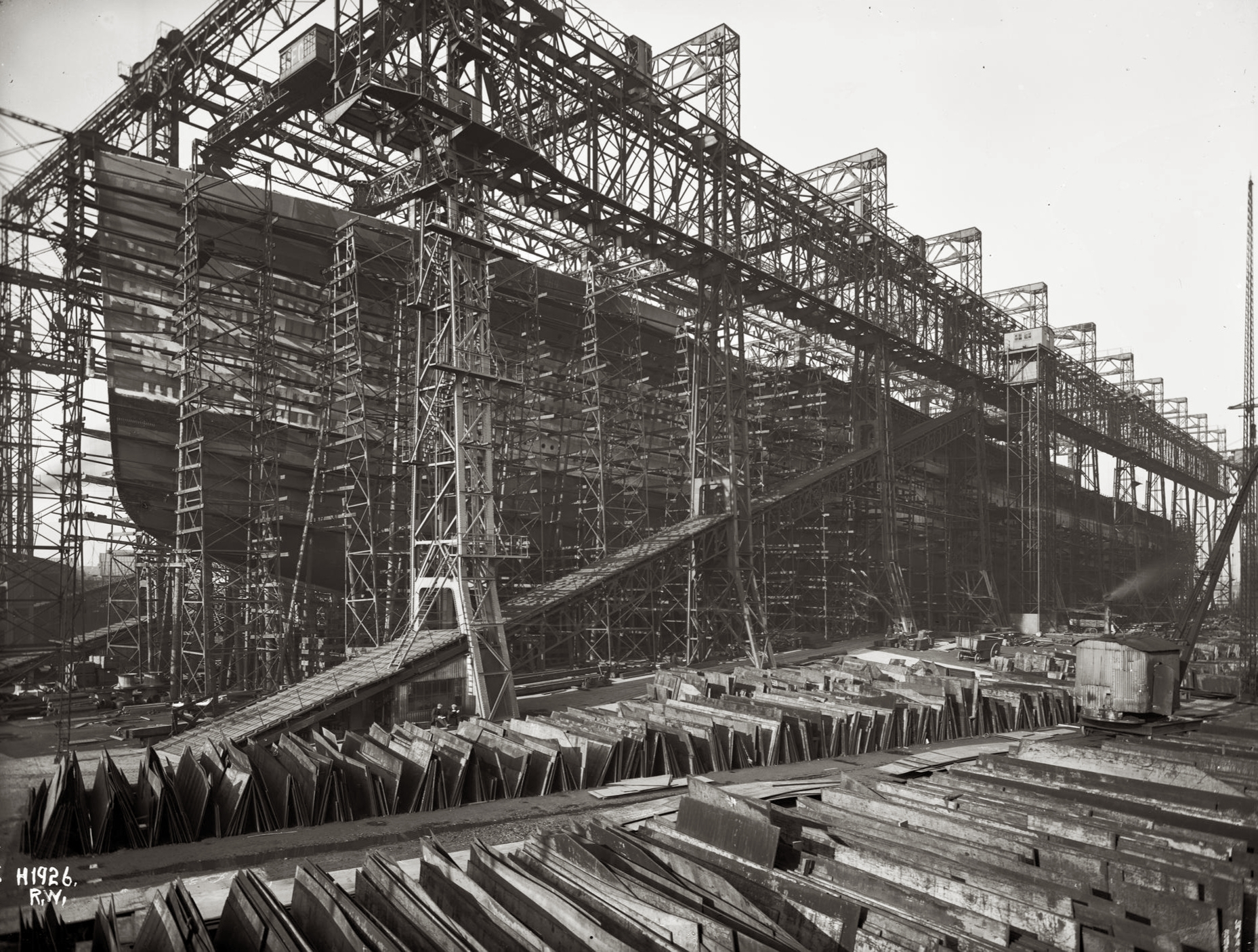
正在建造的不列顛號

20世紀初，美國歷史上著名富翁之一約翰·皮爾龐特·摩根想出壟斷橫渡大西洋航線的念頭，並成立國際商業海洋公司，購買感興趣的航运公司，並於1901年買下了雷蘭航運（Leyland Line），1902年買下了白星航運公司。白星航運的競爭對手丘纳德航运董事長因弗克萊德勳爵因此向英國政府尋求援助。面對走向低谷的英國远洋班轮船隊和隨之而來國家聲望的喪失，英國國會感到這是對於大英帝國的嚴重恥辱，於是決定捍衛丘纳德航运。1903年6月，英國政府丘纳德航运簽定為期20年的合同和260萬英鎊的貸款，每年向其公司提供15萬英鎊的支援，並鼓勵丘纳德航运建造量艘當時世界上最大的远洋班轮。作為回報，這些艦艇將按照海軍部的規格建造，以便在戰時用作輔助巡洋艦，最終在1907年，冠達推出兩艘新型快速郵輪卢西塔尼亚号和毛里塔尼亚号，投入跨大西洋航线。
到了1907年左右，白星航運開始感到不支。白星航運東主布魯斯·伊斯梅意識到，如果沒有新的船隻來與冠達航運競爭，白星航運就非得關門倒閉不可。於是伊斯梅在母公司國際商業海洋公司的支持下，著手計畫建造三艘比冠達航運的船隻還要長一百呎的远洋班轮。
第一艘命名為奧林匹克號（RMS Olympic），第二艘命名鐵達尼號（RMS Titanic），第三艘命名不列顛號（RMS Britannic），計畫在跨大西洋航線上以前所未見的規模與高級裝潢超越對手。 據傳，不列顛號計劃中的名稱為“濟甘提克號”（Gigantic），意思為巨大的，在鐵達尼號沉沒後改名為不列顛號（Titanic在英語上與Gigantic都有相似意思，利用改名避免乘客容易將兩艘船關聯一起）。它也是白星航運在同一造船廠建造的奧林匹克级远洋班轮的第3艘船。

## 建造和整備

### 施工・下水・裝修
不列顛號在1911年11月於哈蘭德與沃爾夫造船廠開始建造，於使用建造奧林匹克號的船台開始搭建，隨後並於1914年2月26日下水，於貝爾法斯特的造船廠緩慢艤裝。然而第一次世界大戰的爆發進一步拖慢了她的艤裝工程。1915年她作為醫療船投入服役，並冠上「皇家醫療船」（His Majesty's Hospital Ship，簡寫HMHS）的前綴。當時該船被稱為「永不沉沒之船」。因為採用雙層防水鐵壁，並比鐵達尼號多裝一組水密隔艙，被認為堅固不已。

## 尺寸和佈局

### 做為远洋班轮的設計

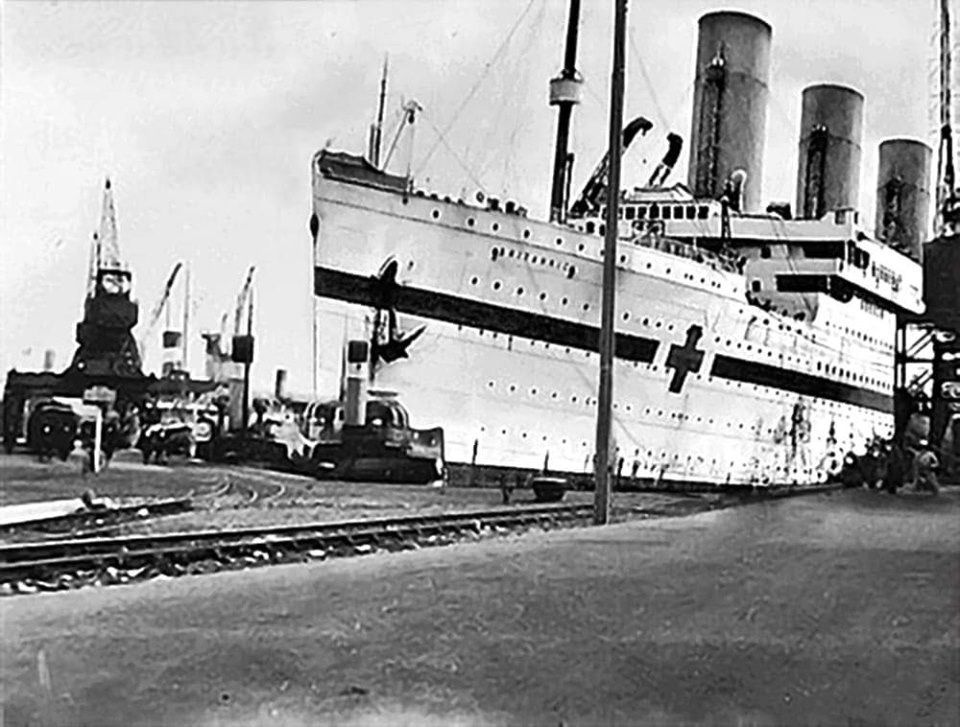
在南安普頓的不列颠号

由於在戰爭期間改建為醫療船，且亦作為醫療船沈沒，因此許多不列顛號的設施實際上從未安裝到船上。較引人注目的是，白星航運計畫在所有頭等艙裝設獨立的衛浴設備，這在當時是一項創舉，即使是不列顛號的兩艘姊妹船，不少頭等乘客也要使用公共衛浴設施。同時，兒童的需求在不列顛號的設計中也受到注意，因而計劃在小艇甲板設置遊戲間。
和姐妹艦一樣，不列顛號的設計包括了貫通小艇甲板至F層甲板的主樓梯，但是不列顛號的主樓梯被重新設計的更加豪華，許多裝飾也與姐妹艦不同。而被重新設計的還有在鐵達尼號才添加的巴黎咖啡廳，並在A層甲板設置陽台咖啡廳。
基於鐵達尼號的事故，不列顛號的水密隔艙與姐妹船顯著不同，當中包括了加寬的雙層船體、在發動機室內添加一個額外的隔艙、15道水密隔艙有6道延伸至B層甲板（其他隔艙延伸至D層甲板），令她能在類似事故中保持漂浮。此舉令船體重量上升了2000噸，為了保持航速還添加了一組18000匹馬力的蒸汽渦輪發動機。
除了船體內部的不同外，不列顛號最明顯的外觀特徵是與姐妹艦完全不同的救生艇吊艇架。這種吊艇架可以同時與六艘救生艇相連，並可以電力降下救生艇；如果船身向一側傾斜，還可以將對側的救生艇搖到另一側下水，令可獲救人數提高。白星航運的計畫，是安裝八組（左右各四組）新型吊艇架，並攜帶超過60艘救生艇。不過在1915年服役時，不列顛號只攜帶了55艘救生艇，每艘定員75人，即使如此救生艇容量也比她的定員（本艦做為醫療船定員3309名、兩艘姐妹艦的設計定員3547名，包括船員在內）還要多。

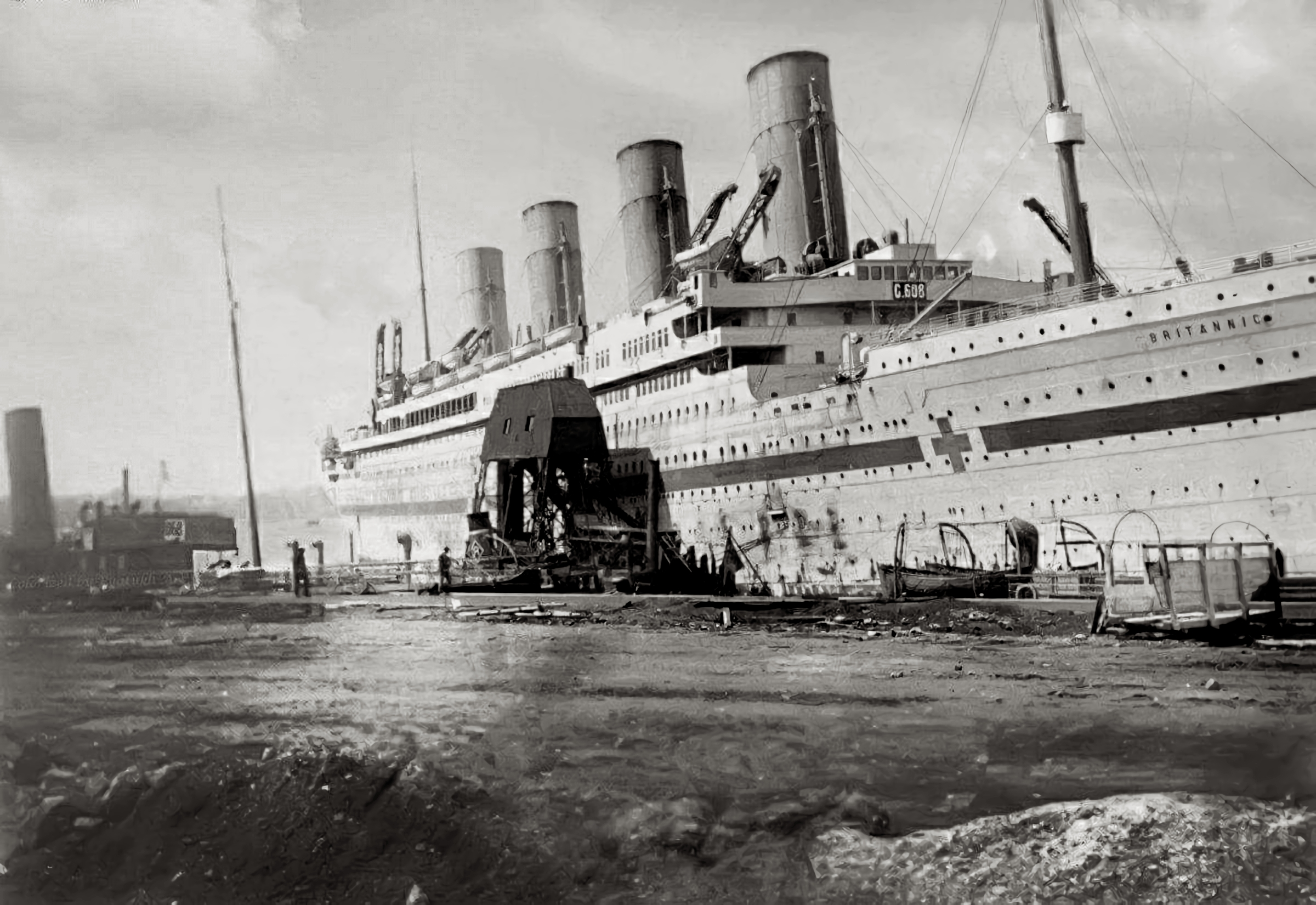
在那不勒斯的不列颠号

## 第一次世界大戰

### 觸雷沉沒

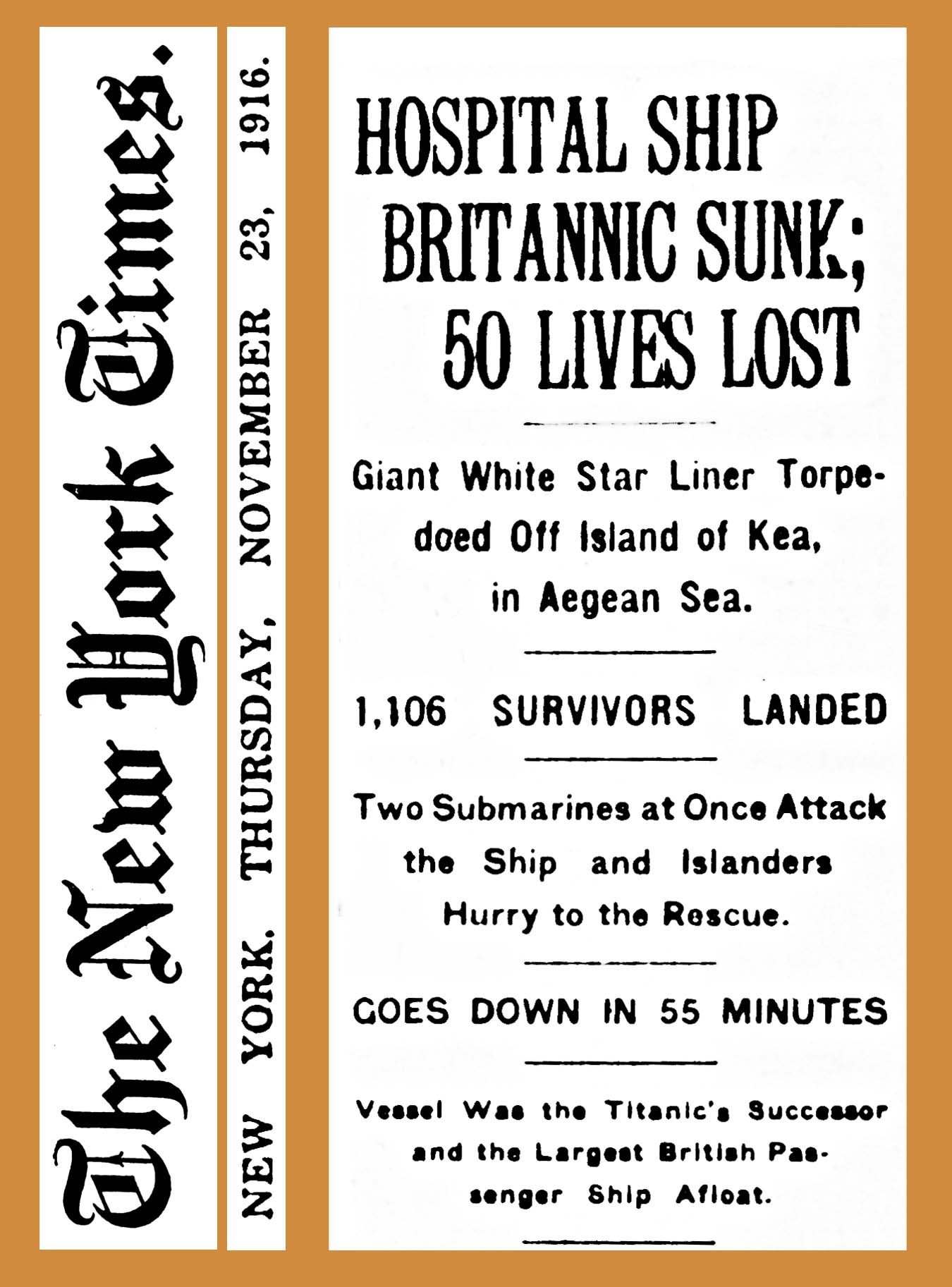
1916年11月23日，紐約日報所刊登不列顛號沈沒的新聞報導

1916年11月12日晚上，不列顛號從英國南安普頓出發，英國命令查爾斯·巴特勒（Charles·Butler），要他指揮這一隻巨輪到中東運送英國傷兵回國。在11月19日經過那不勒斯補充物資。 11月21日，再次返回地中海，前往利姆諾斯島。上午8點，它抵達希臘的基亞島水域。德國的U-73号潜艇正在附近游弋，尋找目標。在8點12分，右舷突然傳來一聲巨大的爆炸聲。船身抖動了一下。餐廳裡，醫生和護士們奉命在接到船長的棄船命令之前留在原地。
U-73號放置的水雷在第一道水密牆附近爆炸，一號和二號水密艙開始進水。而且海水還沿著消防信道進入了四號水密艙。水雷爆炸後，破壞了油壓控制系統，船上5號和6號水密艙之間的密封門無法關閉。船首開始向下沉。雪上加霜的是，為了通風，許多離海面比較近的舷窗都沒有關閉。海水在這裡找到了入口。意識到這些情況後，巴特勒船長下令迅速靠岸，在附近的基亞島衝灘擱淺。附近的英國軍艦也趕來救援。水進得似乎比船跑的速度要快。
在不列顛號仍以20節速度行駛的同時，人們開始放下救生艇。船後部的情況比較混亂，一些人擅自放下了救生艇，結果其中的兩艘被不列顛號的大型螺旋槳推進器吸了進去，救生艇及約20名船員均遇難死亡。螺旋槳也損壞了，慢慢停下來。巴特勒船長意識到沉沒不可避免，下令棄船。仍在機艙內忙碌的鍋爐工聽到汽笛的尖嘯，紛紛扔下手頭的工作，沿著唯一可用的四號煙囪的檢修管道匆忙逃生。 9點7分，不列顛號右傾沉沒，遭水雷攻擊後還不到一小時。沉沒之前，船上曾經發生了一次猛烈的爆炸，導致海水更加洶湧地灌進船艙。因是正是工人更換的時候，所以防水門被打開。沉沒位置是37°42'05"N，24°17'02"E，大約400英尺（122米）的海水之下。沉沒時間大約是57分鐘左右。死亡人數的30人中，只有5人是溺斃。

### 戰爭補償
不列顛號的沉沒被英國視為戰損。作為補償，1919年凡爾賽條約簽訂後，德國的漢堡-美洲航運將當時仍在建造中的俾斯麥號（SS Bismarck）交給白星航運。
之後新船在1922年3月完工，並重新命名為至尊號（RMS Majestic），4月10日（鐵達尼號啟航後10年）抵達南安普敦，5月11日服役，與奧林匹克號（RMS Olympic）、荷馬號（RMS Homeric）組成白星航運1920年代的三巨頭。至尊號的噸位比不列顛號高出8000噸，並保持排水量最大的遠洋定期船直到1935年才被超越。。

## 殘骸
不列颠号的殘骸位於37°42′05″N 24°17′02″E / 37.70139°N 24.28389°E ，大約400英尺（122公尺）的水中。當前該船被視為戰爭墳墓保存，它於1975年12月3日由法國海軍軍官、探險家、生態學家雅克-伊夫·庫斯托( Jacques Cousteau )所發現，在拍攝這次探險的紀錄片中，庫斯托還與當年船上的幾名倖存人員舉行了會議，其中包括沉船事故的倖存者希拉·麥克貝斯·米切爾 (Sheila MacBeth Mitchell)。1976年，庫斯托第一次和他的潛水員一起進入沉船。他表示，這艘船是被一枚魚雷擊沉的。
其中不列颠号殘骸呈現側躺的姿態，隱藏了當初接觸到地雷的撞擊區域。在前井甲板的正下方有一個巨大的洞。這也導致船首甲板呈現嚴重變形的狀態，不過船身的外部結構特徵，包括螺旋槳，以及大量的上層建築和船體仍然完好無損。貨艙被發現是空的。前井甲板的首樓機械和兩台貨物起重機保存完好。前桅杆則彎曲並位於沉船附近的海床上，上頭仍然附著瞭望台。被認為丟失的銅鐘於2019年的一次潛水被發現，它從桅杆上掉下來，直接躺在海床上的瞭望台下面。在距船甲板幾米處的區域發現了1號煙囪。在位於船尾的碎片地帶則發現二號、三號和四號煙囪的殘骸。旁邊則散落著煤塊。
1995年在NOVA拍攝的一次探險中，曾在1985年發現鐵達尼號殘骸和1989年德國戰艦俾斯麥號戰艦殘骸而聞名的羅伯·巴拉德博士使用先進的側掃聲納訪問了沉船殘骸。圖像是從遙控車輛上所獲得，但沒有穿透殘骸。巴拉德發現船上所有的煙囪狀況都非常好。
1996年8月，不列顛號殘骸被西蒙·米爾斯買下，他寫了兩本關於這艘船的書：《不列顛尼克號——最後的泰坦和人質財富》。
1997年11月，由凱文·古爾 (Kevin Gurr) 領導的國際潛水員團隊使用開路三重混合潛水技術，以新可用的數位影片參觀和拍攝沉船殘骸。1998年9月，另一支潛水員小組對沉船進行了探險。並產生了比以往更多的圖像，包括四個電報、舵和船長橋上的遙控馬達的影像。1999 年，適應洞穴潛水的潛水員進行了第一次潛水探險，該探險影片後由由國家地理、BBC、歷史頻道和探索頻道播出。
2003 年 9 月，由卡爾·斯賓塞(Carl Spencer)率領的探險隊潛入沉船。[90]這是第一次潛水進入不列顛號室內的探險，所有底部的潛水員都使用閉路循環呼吸器 (CCR)。潛水員雷·畢曉普（Leigh Bishop）從沉船內部帶回了第一批照片，他的潛水員夥伴發現幾扇水密門是開著的。多年來，國家地理頻道和英國第5頻道對斯賓塞的探險進行了廣泛的傳播。

## 流行文化
2000年，以不列顛號沈沒事件為背景的電影《烈血英伦》以錄影帶和電視首映形式發行，這部電影是一個虛構的故事，講述了一名德國特工因不列颠号攜帶彈藥而進行破壞不列顛號的計畫，但卻與一名曾在鐵達尼號上倖存的女子相戀的愛情故事，影片的结局这对情侣因感情问题吵了一架把船给炸沉了，这不符合历史进程。2016年12月5日，英國廣播公司第二台播出紀錄片《鐵達尼號的悲劇雙胞胎——不列顛號的災難》；由凱特·亨伯（Kate Humble）和安迪·托貝特（Andy Torbet）擔任主持人，它使用了最新的沉船水下影片，並與倖存者的親屬進行了交談。
2016年11月，正在開發電腦遊戲《泰坦尼克号：榮耀》的美國公司Vintage Digital Revival曾上傳不列顛號沉船過程的電腦模擬影像，並在2020年6月19日發行電腦遊戲《不列顛：地中海的守護神》。

## 相关圖片

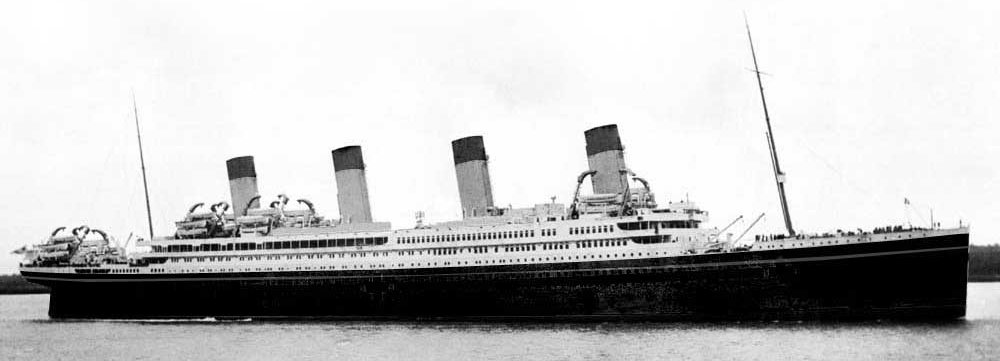
藝術家模擬不列顛號的白星航運塗裝
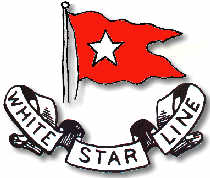
不列顛號所屬公司白星航運公司的徽章
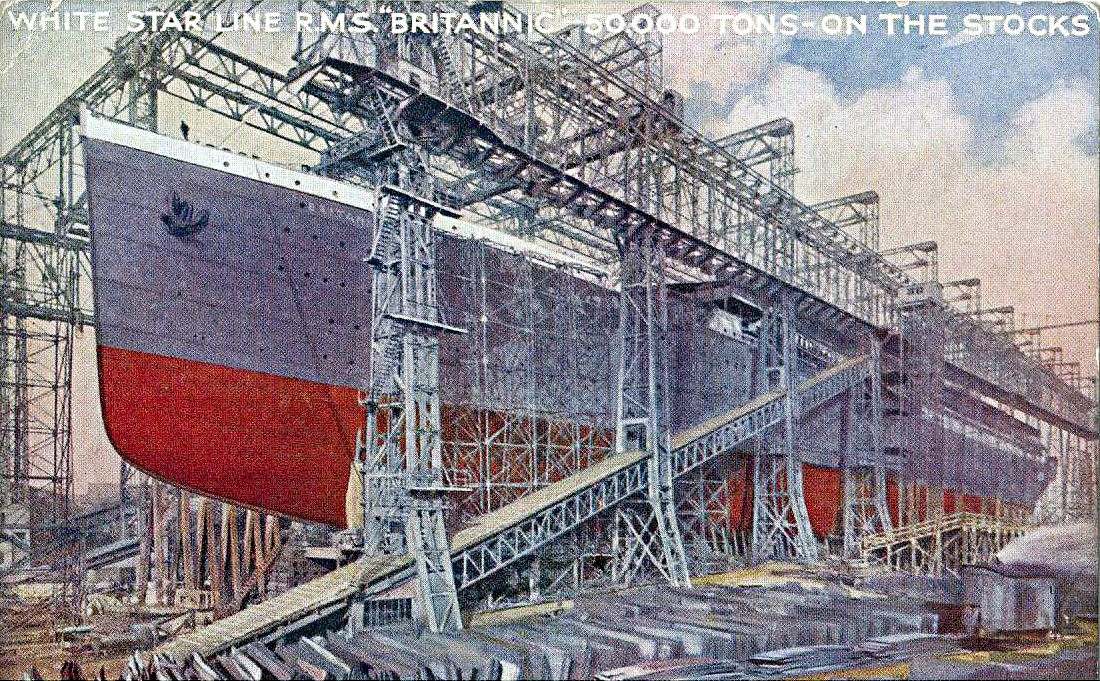
不列顛號建造過程
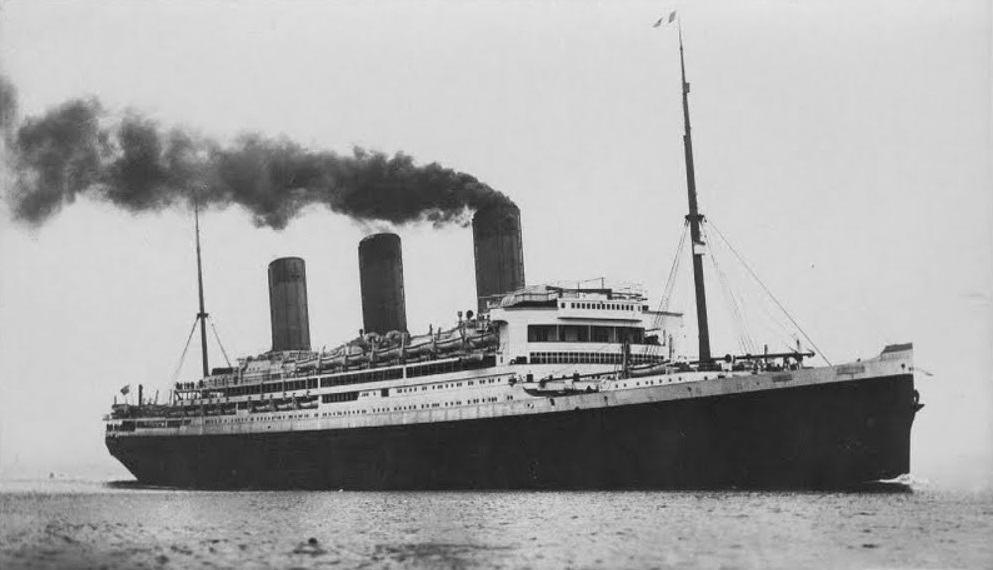
不列顛號戰沉的補償——至尊號

## 外部連結
- Newsreel footage of the launching of HMHS Britannic, 1914 （页面存档备份，存于）
- Maritimequest HMHS Britannic Photo Gallery （页面存档备份，存于）
- Britannic Home at Atlantic Liners （页面存档备份，存于）
- NOVA Online-Titanic's Lost Sister （页面存档备份，存于） (Companion website to the PBS special Titanic's Lost Sister)
- Hospital Ship Britannic （页面存档备份，存于）
- About the origins of the Britannic Organ （页面存档备份，存于）
- Carl Spencer （页面存档备份，存于） – Daily Telegraph obituary
- Images of HMHS Britannic （页面存档备份，存于） at the English Heritage Archive
- HMHS Britannic at Titanic and Co.
- British Pathé gallery on the Olympic class （页面存档备份，存于）
- Real-time computer animation of the sinking of HMHS Britannic （页面存档备份，存于）